# Crkva sv. Ivana Krstitelja u Hrženiku
Crkva sv. Ivana Krstitelja je crkva u naselju Hrženik koje je u sastavu općine Krašić, zaštićeno kulturno dobro.

## Opis dobra
Kasnobarokna crkva s kraja 18. stoljeća je jednobrodna građevina pravokutnog tlocrta s užim poligonalnim svetištem, zvonikom u središnjoj osi glavnog pročelja te pravokutnom sakristijom. Svođena je bačvasto sa susvodnicama, a apsida polukupolom. Uz oslik u brodu s kraja 18. stoljeća s motivima izvedenim unutar medaljona okvira tipičnih za rokoko, u crkvi je sačuvan glavni oltar kasnobaroknih karakteristika nastao u isto vrijeme.

## Zaštita
Pod oznakom Z-1891 zavedena je kao nepokretno kulturno dobro - pojedinačno, pravna statusa zaštićena kulturnog dobra, klasificirano kao "sakralna graditeljska baština".